# جانگجئون-دونگ
جانگجئون-دونگ (به لاتین: Jangjeon-dong) یک منطقهٔ مسکونی در کره جنوبی است.